# بحيرة أوتو
بحيرة أوتو (بالإنجليزية: Otto Lake) هي بحيرة تقع في مقاطعة ليكنغ بولاية أوهايو في الولايات المتحدة. تبلغ مساحتها حوالي 2.0 كيلومتر مربع، ويصل أقصى عمق لها إلى 12 متر.